# Maria Gładyszowa
Maria Gładyszowa (ur. 27 lipca 1912 roku we Lwowie, zm. 23 marca 1994 roku w Krakowie) – etnografka, asystent wolontariusz przy Katedrze Etnografii Słowian UJ, prowadziła delegaturę warszawskiego Muzeum Kultur Ludowych w Krakowie, instruktorka na Międzyuczelnianych Obozach Etnograficznych, pracownica Zakładu Etnografii IHKM PAN w Krakowie (obecnie Instytut Archeologii i Etnologii) doktor habilitowany i docent Instytutu Historii Kultury Materialnej PAN.

## Życiorys
Jej ojcem był doktor medycyny Zygmunt Rehan, a matką Janina z Langmanów. W roku 1931 zdała egzamin dojrzałości. W 1937 roku otrzymała tytuł magistra na Uniwersytecie Jagiellońskim z filozofii, ze specjalnością w geografii i etnologii. Jeszcze w trakcie trwania studiów magisterskich ukończyła uniwersytecki kurs studium pedagogicznego. Od roku 1937 pracowała w szkołach średnich i zawodowych w Krakowie, kontynuując nauczanie podczas okupacji hitlerowskiej. Brała udział w tajnym nauczaniu organizowanym przez Ośrodek Tajnego Nauczania nr 1 w Krakowie. Od grudnia 1939 do kwietnia 1945 pracowała również w Sekcji dla Uchodźców i Wysiedlonych kierowanej przez Obywatelski Komitet Pomocy w Krakowie. W roku 1938 poślubiła Mieczysława Gładysza, który stał się jej bliskim współpracownikiem w badaniach terenowych, oraz w pracach wydawniczych i bibliograficznych. W tym samym roku kierowała obozem instruktorskim zorganizowanym przez Polskie Towarzystwo Krajoznawcze. Rok później, w 1939, uczestniczyła w etnograficznych zespołowych badaniach terenowych na Śląsku, które prowadzone były przez Polską Akademię Umiejętności w Krakowie i Instytut Śląski w Katowicach. Badania te kontynuowała po zakończeniu II wojny światowej w latach 1946 oraz 1948.   
Od roku 1946 do 1949 była asystentem wolontariuszem przy Katedrze Etnografii UJ, gdzie powróciła także w okresie 1968–1972 do konsultacji prac magisterskich. W późniejszych latach pracowała również w Muzeum Kultur Ludowych w Warszawie, prowadząc delegaturę tego muzeum w Krakowie. Zasiadając na tym stanowisku współpracowała również z Katedrą Etnografii Uniwersytetu Warszawskiego, pełniąc funkcję instruktora na Międzyuczelnianych Obozach Etnograficznych. W roku 1954 zaczęła pracę w Zakładzie Etnografii IHKM PAN w Krakowie, w którym pracowała do swojej emerytury w roku 1982. Podczas swojego zatrudnienia w Zakładzie Etnografii zdobyła stopień doktora nauk humanistycznych na Uniwersytecie Jagiellońskim na podstawie pracy Wiedza ludowa o gwiazdach, która została wydana w roku 1960. Jej rozprawę habilitacyjną stanowiła monografia Górnośląskie budownictwo ludowe.
Po przejściu na emeryturę utrzymywała stały kontakt z Pracownią Etnologii Instytutu Archeologii i Etnologii PAN w Krakowie, uczestnicząc w zebraniach naukowych, będąc życzliwym doradcą i krytykiem.  
Pochowana 1 kwietnia 1994 na cmentarzu Rakowickim w Krakowie.   

## Praca zawodowa
Maria Gładyszowa pracowała z wieloma ośrodkami związanymi z etnologią i etnografią. 
Zaczynając od pozycji asystenta wolontariusza przy Katedrze Etnografii UJ w latach 1946–1949, pracowała również w Muzeum Kultur Ludowych w Warszawie. Najdłużej pracowała w Zakładzie Etnografii IHKM PAN w Krakowie, od 1954 do emerytury w 1982. 
Jej badania koncentrowały się na zagadnieniach metodycznych, związanych przede wszystkim z przygotowaniem założeń teoretycznych oraz problematyką zespołowych badań etnograficznych poświęconych wybranym aspektom południowej Polski, głównie Śląska i Karpat. Badała również architekturę ludową. Opracowania na ten temat były rezultatem dogłębnych badań empirycznych i poszukiwań archiwalnych, które skupiały się głównie na budownictwie górnośląskim i jego przemianach. Prace na ten temat są ważną próbą zrozumienia procesów historycznych kultury wsi śląskiej i karpackiej. Szczególną uwagę przykuwa rozprawa habilitacyjna Marii Gładyszowej Górnośląskie budownictwo ludowe, która jest pierwszą monografią tematyczną obejmującą swym zasięgiem cały obszar Górnego Śląska. Temat budownictwa ludowego poruszyła również w zbiorowym wydaniu Etnografia Polska. Przemiany kultury ludowej, t. 1. 
Znaczącym polem jej działalności naukowej była Międzynarodowa Komisja do Badania Kultury Ludowej w Karpatach i na Bałkanach, z którą Maria Gładyszowa była związana od roku 1960, a w 1965 została kierownikiem polskiej sekcji tej komisji. Była również członkiem międzynarodowego zespołu autorskiego przygotowującego monografię ludowego budownictwa mieszkalnego Karpat i Bałkanów.  
W 1970 Maria Gładyszowa odpowiedzialna była za zespołowe opracowanie na temat kultury ludowej w Polsce. Miało stanowić jeden z rozdziałów trzytomowego międzynarodowego wydawnictwa Kultura ludowa narodów słowiańskich. Prowadziła również prace przy redakcji dwutomowego wydawnictwa Stare i Nowe Siolkowice, i redagowała drugi tom Etnografii Polskiej. Związana była z opracowaniem Polskiego Atlasu Etnograficznego a w 1973 została członkiem jego komitetu redakcyjnego.  

## Publikacje

### Monografie
- 1960 – Wiedza ludowa o gwiazdach, Wrocław.
- 1978 – Górnośląskie budownictwo ludowe, Wrocław.

### Artykuły
- 1938 – Strój Jacków Jabłonkowskich, „Orli Lot”, R. 18, nr 7, s. 111–112 (jako Maria Rehanówna).
- 1952 – Ludowa wiedza o gwiazdach, Sprawozdania PAU, t. 53, nr 4, Kraków s. 230–232.
- 1956 – Zespołowe etnograficzne badania terenowe na Górnym Śląsku, „Kwartalnik Historii Kultury Materialnej”, R. 4, nr 2, s. 382–390.
- 1956 – Zarys rozwoju budownictwa ludowego w Siołkowicach Starych w XIX i XX w., „Etnografia Polska”, t. 1, s. 200–213.
- 1961 – Powojenna działalność etnograficzna w Rumunii ze szczególnym uwzględnieniem badań życia pasterskiego, „Etnografia Polska”, t. 5, s. 314–329 (wspólnie z N. Dunarem).
- 1963 – Budownictwo, [w:] Stare i Nowe Siołkowice, cz. 1, Wrocław, s. 349–508.
- 1964 – Gwiazdy, [w:] Słownik Starożytności Słowiańskich, t. 2, cz. 1, Wrocław, s. 180–181.
- 1964 – Problematyka i stan badań nad budownictwem ludowym w Karpatach Polskich, [w:] Międzynarodowa konferencja w sprawie badań kultury ludowej w Karpatach, Kraków (powielone).
- 1966 – Młyny mączne, [w:] Stare i Nowe Siołkowice, cz. 2, Wrocław, s. 201–260.
- 1967 – O budownictwie ludowym w Karpatach Polskich. Zagadnienia, metody i kierunki badawcze, „Etnografia Polska”, t. 11, s. 99–111.
- 1968 – Czechosłowackie bibliografie etnograficzne dla regionów karpackich, „Etnografia Polska”, t. 12, s. 555–559.
- 1969 – Śląsk, kultura ludowa a kultura narodowa, „Współczesność”, R. 14, nr 25, s. 6.
- 1972 – Przeobrażenia w budownictwie ludowym w Karpatach Polskich w latach 1946–1967, na przykładzie Beskidu Śląskiego, [w:] Ľudová kultura v Karpatoch, Bratislava, s. 175–187.